# Mount Nesbit
Mount Nesbit är ett berg i Grenada.   Det ligger i parishen Saint John, i den nordvästra delen av landet, 11 km norr om huvudstaden Saint George's. Toppen på Mount Nesbit är 83 meter över havet. Mount Nesbit ligger på ön Grenada.
Terrängen runt Mount Nesbit är kuperad åt sydost, men västerut är den platt. Havet är nära Mount Nesbit åt nordväst. Runt Mount Nesbit är det tätbefolkat, med 286 invånare per kvadratkilometer. Närmaste större samhälle är Gouyave, 1,7 km norr om Mount Nesbit. I omgivningarna runt Mount Nesbit växer i huvudsak städsegrön lövskog.